# Magneux-Haute-Rive
Magneux-Haute-Rive é uma comuna francesa na região administrativa de Auvérnia-Ródano-Alpes, no departamento de Loire. Estende-se por uma área de 12,56 km². Em 2010 a comuna tinha 582 habitantes (densidade: 46,3 hab./km²).